# アテレータ
アテレータ（イタリア語: Ateleta）は、イタリア共和国アブルッツォ州ラクイラ県にある、人口約1,200人の基礎自治体（コムーネ）。

## 地理

### 位置・広がり

#### 隣接コムーネ
隣接するコムーネは以下の通り。括弧内のISはイゼルニア県（モリーゼ州）、CHはキエーティ県所属を示す。
- カステル・デル・ジューディチェ (IS)
- ガンベラーレ (CH)
- パレーナ (CH)
- ペスココスタンツォ
- ロッカラーゾ
- サン・ピエトロ・アヴェッラーナ (IS)

## 行政

### 分離集落
アテレータには、以下の分離集落（フラツィオーネ）がある。
- Carceri Alte, Carceri Basse, Colli, Sant'Elena